# Llista d'espècies de tetragnàtids (O-Z)
Llista d'espècies de tetragnàtids, per ordre alfabètic, de la lletra O a la Z, descrites fins al 2 de novembre de 2006.
- Per a més informació, vegeu la Llista d'espècies de tetragnàtids
- Per conèixer la resta d'espècies vegeu la Llista d'espècies de tetragnàtids (A-N).

| Directori O P S T W Z |

## O

### Okileucauge
Okileucauge Tanikawa, 2001
- Okileucauge hainan Zhu, Song & Zhang, 2003 (Xina)
- Okileucauge nigricauda Zhu, Song & Zhang, 2003 (Xina)
- Okileucauge sasakii Tanikawa, 2001 (Japó)
- Okileucauge tanikawai Zhu, Song & Zhang, 2003 (Xina)
- Okileucauge tibet Zhu, Song & Zhang, 2003 (Xina)
- Okileucauge yinae Zhu, Song & Zhang, 2003 (Xina)

### Opadometa
Opadometa Archer, 1951
- Opadometa fastigata (Simon, 1877) (Índia fins a les Filipines, Sulawesi)
  - Opadometa fastigata korinchica (Hogg, 1919) (Sumatra)
- Opadometa grata (Guérin, 1838) (Indonesia, Nova Guinea, Illes Solomon)
  - Opadometa grata anirensis (Strand, 1911) (Anir)
  - Opadometa grata bukaensis (Strand, 1911) (Nova Irlanda, Illes Solomon)
  - Opadometa grata maitlandensis (Strand, 1911) (Nova Irlanda)
  - Opadometa grata mathiasensis (Strand, 1911) (St. Mathias)
  - Opadometa grata salomonum (Strand, 1911) (Illes Solomon)
  - Opadometa grata squallyensis (Strand, 1911) (Squally)
  - Opadometa grata tomaensis (Strand, 1911) (New Bretanya)

### Orsinome
Orsinome Thorell, 1890
- Orsinome armata Pocock, 1901 (Índia)
- Orsinome cavernicola (Thorell, 1878) (Amboina)
- Orsinome daiqin Zhu, Song & Zhang, 2003 (Xina)
- Orsinome diporEUA Zhu, Song & Zhang, 2003 (Xina)
- Orsinome elberti Strand, 1911 (Timor)
- Orsinome jiarui Zhu, Song & Zhang, 2003 (Xina)
- Orsinome lagenifera (Urquhart, 1888) (Nova Zelanda)
- Orsinome listeri Gravely, 1921 (Índia)
- Orsinome lorentzi Kulczyn'ski, 1911 (Nova Guinea)
- Orsinome marmorea Pocock, 1901 (Índia)
- Orsinome monulfi Chrysanthus, 1971 (Nova Guinea)
- Orsinome phrygiana Simon, 1901 (Malàisia)
- Orsinome pilatrix (Thorell, 1878) (Amboina)
- Orsinome sarasini Berland, 1924 (Nova Caledònia)
- Orsinome trappensis Schenkel, 1953 (Xina)
- Orsinome vethi (Hasselt, 1882) (Xina, Malàisia, Sumatra, Java)
- Orsinome vorkampiana Strand, 1907 (Madagascar)

## P

### Pachygnatha
Pachygnatha Sundevall, 1823
- Pachygnatha Àfricana Strand, 1906 (Etiòpia)
- Pachygnatha amurensis Strand, 1907 (Rússia)
- Pachygnatha atromarginata Bosmans & Bosselaers, 1994 (Camerun)
- Pachygnatha autumnalis Marx, 1884 (EUA, Canadà, Cuba)
- Pachygnatha bonneti Senglet, 1973 (Espanya)
- Pachygnatha brevis Keyserling, 1884 (EUA, Canadà)
- Pachygnatha calEUA Levi, 1980 (EUA)
- Pachygnatha clercki Sundevall, 1823 (Holàrtic)
- Pachygnatha clerckoides Wunderlich, 1985 (Bulgària, Macedònia)
- Pachygnatha degeeri Sundevall, 1830 (Paleàrtic)
  - Pachygnatha degeeri dysdericolor Jocqué, 1977 (Marroc)
- Pachygnatha dorothea McCook, 1894 (EUA, Canadà)
- Pachygnatha fengzhen Zhu, Song & Zhang, 2003 (Xina)
- Pachygnatha furcillata Keyserling, 1884 (EUA)
- Pachygnatha gaoi Zhu, Song & Zhang, 2003 (Xina)
- Pachygnatha goedeli Bosmans & Bosselaers, 1994 (Camerun)
- Pachygnatha hexatracheata Bosmans & Bosselaers, 1994 (Camerun)
- Pachygnatha jansseni Bosmans & Bosselaers, 1994 (Camerun)
- Pachygnatha kiwuana Strand, 1913 (Congo)
- Pachygnatha leleupi Lawrence, 1952 (Camerun, Congo, Malawi, Zimbabwe)
- Pachygnatha listeri Sundevall, 1830 (Paleàrtic)
- Pachygnatha longipes Simon, 1894 (Madagascar)
- Pachygnatha mucronata Tullgren, 1910 (Àfrica Oriental)
  - Pachygnatha mucronata comorana Schmidt & Krause, 1993 (Illes Comoro)
- Pachygnatha ochongipina Barrion & Litsinger, 1995 (Filipines)
- Pachygnatha okuensis Bosmans & Bosselaers, 1994 (Camerun)
- Pachygnatha opdeweerdtae Bosmans & Bosselaers, 1994 (Camerun)
- Pachygnatha palmquisti Tullgren, 1910 (Kenya, Tanzània)
- Pachygnatha procincta Bosmans & Bosselaers, 1994 (Camerun, Kenya)
- Pachygnatha quadrimaculata (Bösenberg & Strand, 1906) (Rússia, Xina, Corea, Japó)
- Pachygnatha rotunda Saito, 1939 (Japó)
- Pachygnatha ruanda Strand, 1913 (Ruanda)
- Pachygnatha simoni Senglet, 1973 (Espanya)
- Pachygnatha sundevalli Senglet, 1973 (Portugal, Espanya)
- Pachygnatha tenera Karsch, 1879 (Xina, Corea, Japó)
- Pachygnatha terilis Thaler, 1991 (Suïssa, Àustria, Itàlia)
- Pachygnatha tristriata C. L. Koch, 1845 (EUA, Canadà)
- Pachygnatha tullgreni Senglet, 1973 (Portugal)
- Pachygnatha vorax Thorell, 1895 (Myanmar)
- Pachygnatha xanthostoma C. L. Koch, 1845 (EUA, Canadà)
- Pachygnatha zappa Bosmans & Bosselaers, 1994 (Camerun, Kenya, Malawi, Sud-àfrica)
- Pachygnatha zhui Zhu, Song & Zhang, 2003 (Xina)

### Parameta
Parameta Simon, 1895
- Parameta defecta Strand, 1906 (Etiòpia, Somàlia)
- Parameta jugularis Simon, 1895 (Sierra Leone)

### Parazilia
Parazilia Lessert, 1938
- Parazilia strandi Lessert, 1938 (Congo)

### Pholcipes
Pholcipes Schmidt & Krause, 1993
- Pholcipes bifurcochelis Schmidt & Krause, 1993 (Illes Comoro)

### Phonognatha
Phonognatha Simon, 1894
- Phonognatha graeffei (Keyserling, 1865) (Austràlia)
  - Phonognatha graeffei neocaledonica Berland, 1924 (Nova Caledònia)
- Phonognatha guanga Barrion & Litsinger, 1995 (Filipines)
- Phonognatha joannae Berland, 1924 (Nova Caledònia)
- Phonognatha melania (L. Koch, 1871) (Austràlia, Tasmània)
- Phonognatha melanopyga (L. Koch, 1871) (Austràlia, Tasmània)
- Phonognatha pallida (Dalmas, 1917) (Oest d'Austràlia)
- Phonognatha vicitra Sherriffs, 1928 (Índia)

### Pickardinella
Pickardinella Archer, 1951
- Pickardinella setigera (F. O. P.-Cambridge, 1903) (Mèxic)

### Prionolaema
Prionolaema Simon, 1894
- Prionolaema aetherea Simon, 1894 (Veneçuela)
- Prionolaema gracilis Bryant, 1923 (Antigua)

## S

### Sancus
Sancus Tullgren, 1910
- Sancus acoreensis (Wunderlich, 1992) (Açores)
- Sancus bilineatus Tullgren, 1910 (Kenya, Tanzània)

### Schenkeliella
Schenkeliella Strand, 1934
- Schenkeliella spinosa (O. P.-Cambridge, 1870) (Sri Lanka)

### Sternospina
Sternospina Schmidt & Krause, 1993
- Sternospina concretipalpis Schmidt & Krause, 1993 (Illes Comoro)

## T

### Tetragnatha
Tetragnatha Latreille, 1804
- Tetragnatha acuta Gillespie, 1992 (Hawaii)
- Tetragnatha aenea Cantor, 1842 (Xina)
- Tetragnatha albida Gillespie, 1994 (Hawaii)
- Tetragnatha Amèricana Simon, 1905 (Xile, Argentina)
- Tetragnatha amoena Okuma, 1987 (Nova Guinea)
- Tetragnatha anamitica Walckenaer, 1842 (Vietnam)
- Tetragnatha andamanensis Tikader, 1977 (Illes Andaman)
- Tetragnatha andonea Lawrence, 1927 (Namíbia)
- Tetragnatha angolaensis Okuma & Dippenaar-Schoeman, 1988 (Angola)
- Tetragnatha anguilla Thorell, 1877 (Java, Sulawesi, Nova Guinea, Austràlia)
- Tetragnatha angulata Hogg, 1914 (Oest d'Austràlia)
- Tetragnatha anuenue Gillespie, 2002 (Hawaii)
- Tetragnatha argentinensis Mello-Leitão, 1931 (Argentina)
- Tetragnatha argyroides Mello-Leitão, 1945 (Argentina)
- Tetragnatha armata Karsch, 1891 (Sri Lanka)
- Tetragnatha atriceps Banks, 1898 (Mèxic)
- Tetragnatha atristernis Strand, 1913 (Central Àfrica)
- Tetragnatha australis (Mello-Leitão, 1945) (Argentina)
- Tetragnatha baculiferens Hingston, 1927 (Myanmar)
- Tetragnatha beccarii Caporiacco, 1947 (Guyana)
- Tetragnatha bemalcuei Mello-Leitão, 1939 (Paraguai)
- Tetragnatha bengalensis Walckenaer, 1842 (Índia)
- Tetragnatha bicolor White, 1841 (Tasmània)
- Tetragnatha bidentata Roewer, 1951 (Xile)
- Tetragnatha biseriata Thorell, 1881 (Nova Guinea, New Bretanya, Queensland)
- Tetragnatha bishopi Caporiacco, 1947 (Guyana)
- Tetragnatha bituberculata L. Koch, 1867 (Japó, Nova Guinea, Austràlia)
- Tetragnatha boeleni Chrysanthus, 1975 (Nova Guinea)
- Tetragnatha bogotensis Keyserling, 1865 (Colòmbia)
- Tetragnatha boninensis Okuma, 1981 (Japó)
- Tetragnatha boydi O. P.-Cambridge, 1898 (Mèxic fins a Brasil, Sardenya, Àfrica, Seychelles fins a la Xina)
  - Tetragnatha boydi praedator Tullgren, 1910 (Tanzània, Illes Comoro)
- Tetragnatha brachychelis Caporiacco, 1947 (Tanzània, Kenya)
- Tetragnatha branda Levi, 1981 (EUA)
- Tetragnatha brevignatha Gillespie, 1992 (Hawaii)
- Tetragnatha bryantae Roewer, 1951 (Puerto Rico)
- Tetragnatha caffra (Strand, 1909) (Sud-àfrica)
- Tetragnatha cambridgei Roewer, 1942 (Mèxic, Amèrica Central, Puerto Rico)
- Tetragnatha caporiaccoi Platnick, 1993 (Guyana)
- Tetragnatha caudata Emerton, 1884 (North, Amèrica Central, Cuba, Jamaica)
- Tetragnatha caudicula (Karsch, 1879) (Rússia, Xina, Corea, Taiwan, Japó)
- Tetragnatha caudifera (Keyserling, 1887) (Nova Gal·les del Sud)
- Tetragnatha cavaleriei Schenkel, 1963 (Xina)
- Tetragnatha cephalothoracis Strand, 1906 (Etiòpia)
- Tetragnatha ceylonica O. P.-Cambridge, 1869 (Sud-àfrica, Seychelles fins a les Filipines, New Bretanya)
- Tetragnatha chamberlini (Gajbe, 2004) (Índia)
- Tetragnatha chauliodus (Thorell, 1890) (Myanmar fins a Nova Guinea, Japó)
- Tetragnatha cheni Zhu, Song & Zhang, 2003 (Xina)
- Tetragnatha chinensis (Chamberlin, 1924) (Xina)
- Tetragnatha chrysochlora (Audouin, 1826) (Egipte)
- Tetragnatha cladognatha Bertkau, 1880 (Brasil)
- Tetragnatha clavigera Simon, 1887 (Sierra Leone, Costa d'Ivori, Congo)
- Tetragnatha cochinensis Gravely, 1921 (Índia)
- Tetragnatha coelestis Pocock, 1901 (Índia)
- Tetragnatha cognata O. P.-Cambridge, 1889 (Guatemala fins a Panamà)
- Tetragnatha confraterna Banks, 1909 (Costa Rica, Panamà)
- Tetragnatha conica Grube, 1861 (Rússia)
- Tetragnatha crassichelata Chrysanthus, 1975 (Nova Guinea)
- Tetragnatha cuneiventris Simon, 1900 (Hawaii)
- Tetragnatha cylindracea (Keyserling, 1887) (Queensland, Nova Gal·les del Sud)
- Tetragnatha cylindrica Walckenaer, 1842 (Nova Guinea, Austràlia, Fiji)
- Tetragnatha cylindriformis Lawrence, 1952 (Congo)
- Tetragnatha dearmata Thorell, 1873 (Holàrtic)
- Tetragnatha decipiens Badcock, 1932 (Paraguai)
- Tetragnatha delumbis Thorell, 1891 (Illes Nicobar)
- Tetragnatha demissa L. Koch, 1872 (Sud-àfrica, Aldabra, Seychelles, Austràlia fins a Tonga)
- Tetragnatha dentatidens Simon, 1907 (Sierra Leone, Congo)
- Tetragnatha desaguni Barrion & Litsinger, 1995 (Filipines)
- Tetragnatha determinata Karsch, 1891 (Sri Lanka)
- Tetragnatha digitata O. P.-Cambridge, 1899 (Mèxic, Costa Rica)
- Tetragnatha earmra Levi, 1981 (EUA)
- Tetragnatha eberhardi Okuma, 1992 (Panamà)
- Tetragnatha elongata Walckenaer, 1842 (North, Amèrica Central, Cuba, Jamaica)
  - Tetragnatha elongata debilis Thorell, 1877 (EUA)
  - Tetragnatha elongata principalis Thorell, 1877 (EUA)
  - Tetragnatha elongata undulata Thorell, 1877 (EUA)
- Tetragnatha elyunquensis Petrunkevitch, 1930 (Jamaica, Puerto Rico)
- Tetragnatha esakii Okuma, 1988 (Taiwan)
- Tetragnatha ethodon Chamberlin & Ivie, 1936 (Panamà, Puerto Rico, Barbados)
- Tetragnatha eumorpha Okuma, 1987 (Nova Guinea)
- Tetragnatha eurychasma Gillespie, 1992 (Hawaii)
- Tetragnatha exigua Chickering, 1957 (Jamaica)
- Tetragnatha exquista Saito, 1933 (Japó)
- Tetragnatha extensa (Linnaeus, 1758) (Holàrtic, Madeira)
  - Tetragnatha extensa brachygnatha Thorell, 1873 (Suècia, Rússia)
  - Tetragnatha extensa contigua Franganillo, 1909 (Portugal)
  - Tetragnatha extensa maracandica Charitonov, 1951 (Rússia, Àsia central)
  - Tetragnatha extensa pulchra Kulczyn'ski, 1891 (Hongria)
- Tetragnatha fallax Thorell, 1881 (Indonesia)
- Tetragnatha farri Chickering, 1962 (Jamaica)
- Tetragnatha filiciphilia Gillespie, 1992 (Hawaii)
- Tetragnatha filiformata Roewer, 1942 (Guyana)
- Tetragnatha filigastra Mello-Leitão, 1943 (Brasil)
- Tetragnatha filipes Schenkel, 1936 (Xina)
- Tetragnatha filum Simon, 1907 (Congo, Bioko, São Tomé)
- Tetragnatha flagellans Hasselt, 1882 (Sumatra)
- Tetragnatha flava (Audouin, 1826) (Egipte)
- Tetragnatha flavida Urquhart, 1891 (Nova Zelanda)
- Tetragnatha fletcheri Gravely, 1921 (Índia)
- Tetragnatha foai Simon, 1902 (Àfrica Central i Oriental)
- Tetragnatha foliferens Hingston, 1927 (Illes Nicobar)
- Tetragnatha foveata Karsch, 1891 (Sri Lanka, Laccadive, Maldive)
- Tetragnatha fragilis Chickering, 1957 (Panamà)
- Tetragnatha franganilloi Brignoli, 1983 (Cuba)
- Tetragnatha friedericii Strand, 1913 (Nova Guinea)
- Tetragnatha fuerteventurensis Wunderlich, 1992 (Illes Canàries)
- Tetragnatha gemmata L. Koch, 1872 (Queensland)
- Tetragnatha geniculata Karsch, 1891 (Sri Lanka fins a la Xina)
- Tetragnatha gertschi Chickering, 1957 (Panamà)
- Tetragnatha gibbula Roewer, 1942 (Guaiana Francesa)
- Tetragnatha gracillima (Thorell, 1890) (Sumatra)
- Tetragnatha granti Pocock, 1903 (Socotra)
- Tetragnatha gressitti Okuma, 1988 (Borneo)
- Tetragnatha gressittorum Okuma, 1987 (Nova Guinea)
- Tetragnatha guatemalensis O. P.-Cambridge, 1889 (North, Amèrica Central, Cuba, Jamaica)
- Tetragnatha gui Zhu, Song & Zhang, 2003 (Xina)
- Tetragnatha hamata Thorell, 1898 (Myanmar)
- Tetragnatha hasselti Thorell, 1890 (Bangladesh fins a la Xina, Sulawesi)
  - Tetragnatha hasselti birmanica Sherriffs, 1919 (Myanmar)
- Tetragnatha hastula Simon, 1907 (Sierra Leone, Gabon, Príncipe)
- Tetragnatha hawaiensis Simon, 1900 (Hawaii)
- Tetragnatha hirashimai Okuma, 1987 (Nova Guinea)
- Tetragnatha hiroshii Okuma, 1988 (Taiwan)
- Tetragnatha hulli Caporiacco, 1955 (Veneçuela)
- Tetragnatha insularis Okuma, 1987 (Illa Lord Howe)
- Tetragnatha insulata Hogg, 1913 (Illes Falkland)
- Tetragnatha insulicola Okuma, 1987 (Illa Lord Howe)
- Tetragnatha iriomotensis Okuma, 1991 (Okinawa)
- Tetragnatha irridescens Stoliczka, 1869 (Índia)
- Tetragnatha isidis (Simon, 1880) (Europa fins a Sumatra)
- Tetragnatha iwahigensis Barrion & Litsinger, 1995 (Filipines)
- Tetragnatha jaculator Tullgren, 1910 (Àfrica fins a la Xina, Nova Guinea, Barbados, Trinidad)
- Tetragnatha javana (Thorell, 1890) (Àfrica fins al Japó, Filipines, Indonesia)
- Tetragnatha jejuna (Thorell, 1897) (Myanmar)
- Tetragnatha josephi Okuma, 1988 (Singapur)
- Tetragnatha jubensis Pavesi, 1895 (Etiòpia)
- Tetragnatha kamakou Gillespie, 1992 (Hawaii)
- Tetragnatha kapua Gillespie, 2003 (Illes Marqueses)
- Tetragnatha kauaiensis Simon, 1900 (Hawaii)
- Tetragnatha kea Gillespie, 1994 (Hawaii)
- Tetragnatha keyserlingi Simon, 1890 (Samoa, Fiji, Noves Hèbrides)
- Tetragnatha khanjahani Biswas & Raychaudhuri, 1996 (Bangladesh)
- Tetragnatha kikokiko Gillespie, 2002 (Hawaii)
- Tetragnatha kiwuana Strand, 1913 (Central Àfrica)
- Tetragnatha klossi Hogg, 1919 (Sumatra)
- Tetragnatha kochi Thorell, 1895 (Polynesia)
- Tetragnatha kolosvaryi Caporiacco, 1949 (Kenya)
- Tetragnatha kukuhaa Gillespie, 2002 (Hawaii)
- Tetragnatha kukuiki Gillespie, 2002 (Hawaii)
- Tetragnatha labialis Nicolet, 1849 (Xile)
- Tetragnatha laboriosa Hentz, 1850 (North, Amèrica Central)
- Tetragnatha laminalis Strand, 1907 (Àfrica Oriental)
- Tetragnatha lamperti Strand, 1906 (Etiòpia)
- Tetragnatha lancinans Kulczyn'ski, 1911 (Nova Guinea)
- Tetragnatha laqueata L. Koch, 1872 (Japó fins a Illes del Sud del Pacífic)
- Tetragnatha latro Tullgren, 1910 (Àfrica Oriental)
- Tetragnatha lauta Yaginuma, 1959 (Hong Kong, Corea, Taiwan, Japó)
- Tetragnatha lea Bösenberg & Strand, 1906 (Rússia, Corea, Japó)
- Tetragnatha lena Gillespie, 2003 (Hawaii)
- Tetragnatha lepida Rainbow, 1916 (Queensland)
- Tetragnatha levii Okuma, 1992 (Mèxic)
- Tetragnatha lewisi Chickering, 1962 (Jamaica)
- Tetragnatha limu Gillespie, 2003 (Hawaii)
- Tetragnatha linearis Nicolet, 1849 (Colòmbia, Xile)
- Tetragnatha lineatula Roewer, 1942 (Malàisia)
- Tetragnatha linyphioides Karsch, 1878 (Mozambique)
- Tetragnatha llavaca Barrion & Litsinger, 1995 (Filipines)
- Tetragnatha longidens Mello-Leitão, 1945 (Argentina, Brasil)
- Tetragnatha luculenta Simon, 1907 (Guinea-Bissau)
- Tetragnatha luteocincta Simon, 1908 (Oest d'Austràlia)
- Tetragnatha mabelae Chickering, 1957 (Panamà, Trinidad)
- Tetragnatha macilenta L. Koch, 1872 (Norfolk fins a Society)
- Tetragnatha macracantha Gillespie, 1992 (Hawaii)
- Tetragnatha macrops Simon, 1907 (Príncipe)
- Tetragnatha maeandrata Simon, 1908 (Oest d'Austràlia)
- Tetragnatha major Holmberg, 1876 (Argentina)
- Tetragnatha maka Gillespie, 1994 (Hawaii)
- Tetragnatha makiharai Okuma, 1977 (Rússia, Japó, Illes Ryukyu)
- Tetragnatha mandibulata Walckenaer, 1842 (Àfrica Occidental, Bangladesh fins a les Filipines, Austràlia)
- Tetragnatha maralba Roberts, 1983 (Aldabra)
- Tetragnatha margaritata L. Koch, 1872 (Queensland)
- Tetragnatha marginata (Thorell, 1890) (Myanmar fins a Nova Caledònia)
- Tetragnatha marquesiana Berland, 1935 (Illes Marqueses)
- Tetragnatha mawambina Strand, 1913 (Central Àfrica)
- Tetragnatha maxillosa Thorell, 1895 (Sud-àfrica, Bangladesh fins a les Filipines, Noves Hèbrides)
- Tetragnatha mengsongica Zhu, Song & Zhang, 2003 (Xina)
- Tetragnatha mertoni Strand, 1911 (Illes Aru)
- Tetragnatha mexicana Keyserling, 1865 (Mèxic fins a Panamà)
- Tetragnatha micrura Kulczyn'ski, 1911 (Nova Guinea, Illes Solomon)
- Tetragnatha minitabunda O. P.-Cambridge, 1872 (Síria)
- Tetragnatha modica Kulczyn'ski, 1911 (Nova Guinea)
- Tetragnatha mohihi Gillespie, 1992 (Hawaii)
- Tetragnatha montana Simon, 1874 (Paleàrtic)
  - Tetragnatha montana timorensis Schenkel, 1944 (Timor)
- Tetragnatha monticola Okuma, 1987 (Nova Guinea)
- Tetragnatha moua Gillespie, 2003 (Tahití)
- Tetragnatha moulmeinensis Gravely, 1921 (Myanmar)
- Tetragnatha multipunctata Urquhart, 1891 (Nova Zelanda)
- Tetragnatha nana Okuma, 1987 (Nova Guinea)
- Tetragnatha nandan Zhu, Song & Zhang, 2003 (Xina)
- Tetragnatha necatoria Tullgren, 1910 (Àfrica Oriental)
- Tetragnatha nepaeformis Doleschall, 1859 (Java)
- Tetragnatha nero Butler, 1876 (Rodríguez)
- Tetragnatha netrix Simon, 1900 (Hawaii)
- Tetragnatha nigricans Dalmas, 1917 (Nova Zelanda)
- Tetragnatha nigrigularis Simon, 1898 (Seychelles)
- Tetragnatha nigrita Lendl, 1886 (Paleàrtic)
- Tetragnatha niokolona Roewer, 1961 (Senegal)
- Tetragnatha nitens (Audouin, 1826) (Cosmotropical)
- Tetragnatha nitidiuscula Simon, 1907 (Àfrica Occidental)
- Tetragnatha nitidiventris Simon, 1907 (Guinea-Bissau)
- Tetragnatha notophilla Boeris, 1889 (Perú)
- Tetragnatha noumeensis Berland, 1924 (Nova Caledònia)
- Tetragnatha novia Simon, 1901 (Malàisia)
- Tetragnatha nubica Denis, 1955 (Niger)
- Tetragnatha obscura Gillespie, 2002 (Hawaii)
- Tetragnatha obscuriceps Caporiacco, 1940 (Etiòpia)
- Tetragnatha obtEUA C. L. Koch, 1837 (Paleàrtic)
  - Tetragnatha obtEUA Còrsega Simon, 1929 (Còrsega)
  - Tetragnatha obtEUA intermedia Kulczyn'ski, 1891 (Hongria)
  - Tetragnatha obtEUA proprior Kulczyn'ski, 1891 (Hongria)
- Tetragnatha oculata Denis, 1955 (Niger)
- Tetragnatha okumae Barrion & Litsinger, 1995 (Filipines)
- Tetragnatha olindana Karsch, 1880 (Polynesia)
- Tetragnatha oomua Gillespie, 2003 (Illes Marqueses)
- Tetragnatha oreobia Okuma, 1987 (Nova Guinea)
- Tetragnatha orizaba (Banks, 1898) (Mèxic, Cuba, Jamaica)
- Tetragnatha oubatchensis Berland, 1924 (Nova Caledònia)
- Tetragnatha palikea Gillespie, 2003 (Hawaii)
- Tetragnatha pallescens F. O. P.-Cambridge, 1903 (North, Amèrica Central, Índies Occidentals)
- Tetragnatha pallida O. P.-Cambridge, 1889 (Costa Rica, Panamà)
- Tetragnatha paludicola Gillespie, 1992 (Hawaii)
- Tetragnatha paludis Caporiacco, 1940 (Etiòpia)
- Tetragnatha panopea L. Koch, 1872 (Macronesia, Polynesia, Hawaii)
- Tetragnatha papuana Kulczyn'ski, 1911 (Nova Guinea)
- Tetragnatha paradisea Pocock, 1901 (Índia)
- Tetragnatha paradoxa Okuma, 1992 (Costa Rica)
- Tetragnatha Paraguaiensis (Mello-Leitão, 1939) (Paraguai)
- Tetragnatha parva Badcock, 1932 (Paraguai)
- Tetragnatha parvula Thorell, 1891 (Illes Nicobar)
- Tetragnatha paschae Berland, 1924 (Ester)
- Tetragnatha perkinsi Simon, 1900 (Hawaii)
- Tetragnatha perreirai Gillespie, 1992 (Hawaii)
- Tetragnatha Perúviana Taczanowski, 1878 (Perú)
- Tetragnatha petrunkevitchi Caporiacco, 1947 (Guyana)
- Tetragnatha phaeodactyla Kulczyn'ski, 1911 (Nova Guinea)
- Tetragnatha pilosa Gillespie, 1992 (Hawaii)
- Tetragnatha pinicola L. Koch, 1870 (Paleàrtic)
- Tetragnatha piscatoria Simon, 1897 (Índies Occidentals)
- Tetragnatha planata Karsch, 1891 (Sri Lanka)
- Tetragnatha plena Chamberlin, 1924 (Xina)
- Tetragnatha polychromata Gillespie, 1992 (Hawaii)
- Tetragnatha praedonia L. Koch, 1878 (Rússia, Xina, Corea, Taiwan, Japó)
- Tetragnatha priamus Okuma, 1987 (Illes Solomon)
- Tetragnatha protensa Walckenaer, 1842 (Madagascar fins a Austràlia, Nova Caledònia, Palau)
- Tetragnatha puella Thorell, 1895 (Myanmar, Sumatra, Nova Guinea)
- Tetragnatha pulchella Thorell, 1877 (Sumatra, Sulawesi)
- Tetragnatha punua Gillespie, 2003 (Illes Marqueses)
- Tetragnatha qiuae Zhu, Song & Zhang, 2003 (Xina)
- Tetragnatha quadrinotata Urquhart, 1893 (Tasmània)
- Tetragnatha quasimodo Gillespie, 1992 (Hawaii)
- Tetragnatha quechua Chamberlin, 1916 (Perú)
- Tetragnatha radiata Chrysanthus, 1975 (Nova Guinea)
- Tetragnatha ramboi Mello-Leitão, 1943 (Brasil)
- Tetragnatha rava Gillespie, 2003 (Tahití)
- Tetragnatha reimoseri (Rosca, 1939) (Central, Europa Oriental)
- Tetragnatha reni Zhu, Song & Zhang, 2003 (Xina)
- Tetragnatha restricta Simon, 1900 (Hawaii)
- Tetragnatha retinens Chamberlin, 1924 (Xina)
- Tetragnatha rimandoi Barrion, 1998 (Filipines)
- Tetragnatha rimitarae Strand, 1911 (Polynesia)
- Tetragnatha riparia Holmberg, 1876 (Argentina)
- Tetragnatha riveti Berland, 1913 (Ecuador)
- Tetragnatha roeweri Caporiacco, 1949 (Kenya)
- Tetragnatha rossi Chrysanthus, 1975 (Nova Guinea)
- Tetragnatha rouxi (Berland, 1924) (Nova Caledònia)
- Tetragnatha rubriventris Doleschall, 1857 (Nova Guinea, Queensland)
- Tetragnatha scopus Chamberlin, 1916 (Perú)
- Tetragnatha serra Doleschall, 1857 (Tailàndia fins a Hong Kong, Nova Guinea)
- Tetragnatha shanghaiensis Strand, 1907 (Xina)
- Tetragnatha shinanoensis Okuma & Chikuni, 1978 (Japó)
- Tetragnatha shoshone Levi, 1981 (EUA, Canadà, Europa)
- Tetragnatha sidama Caporiacco, 1940 (Etiòpia)
- Tetragnatha signata Okuma, 1987 (Nova Guinea)
- Tetragnatha similis Nicolet, 1849 (Xile)
- Tetragnatha simintina Roewer, 1961 (Senegal)
- Tetragnatha sinuosa Chickering, 1957 (Panamà)
- Tetragnatha sobrina Simon, 1900 (Hawaii)
- Tetragnatha sociella Chamberlin, 1924 (Xina)
- Tetragnatha squamata Karsch, 1879 (Rússia, Xina, Corea, Taiwan, Japó)
- Tetragnatha stelarobusta Gillespie, 1992 (Hawaii)
- Tetragnatha stellarum Chrysanthus, 1975 (Nova Guinea)
- Tetragnatha sternalis Nicolet, 1849 (Xile)
- Tetragnatha stimulifera Simon, 1907 (Congo)
- Tetragnatha straminea Emerton, 1884 (EUA, Canadà, Cuba)
- Tetragnatha strandi Lessert, 1915 (Est, Àfrica Meridional)
  - Tetragnatha strandi melanogaster Schmidt & Krause, 1993 (Illes Comoro)
- Tetragnatha streichi Strand, 1907 (Xina)
- Tetragnatha striata L. Koch, 1862 (Europa fins a Kazakhstan)
- Tetragnatha subclavigera Strand, 1907 (Congo)
- Tetragnatha subesakii Zhu, Song & Zhang, 2003 (Xina)
- Tetragnatha subextensa Petrunkevitch, 1930 (Jamaica, Puerto Rico)
- Tetragnatha subsquamata Okuma, 1985 (Tanzània, Sud-àfrica)
- Tetragnatha suoan Zhu, Song & Zhang, 2003 (Xina)
- Tetragnatha sutherlandi Gravely, 1921 (Índia)
- Tetragnatha tahuata Gillespie, 2003 (Illes Marqueses)
- Tetragnatha tanigawai Okuma, 1988 (Illes Ryukyu)
- Tetragnatha tantalus Gillespie, 1992 (Hawaii)
- Tetragnatha taylori O. P.-Cambridge, 1890 (Sud-àfrica)
- Tetragnatha tenera Thorell, 1881 (Índia, Sri Lanka, Queensland)
- Tetragnatha tenuis O. P.-Cambridge, 1889 (Guatemala fins a Panamà)
- Tetragnatha tenuissima O. P.-Cambridge, 1889 (Mèxic, Índies Occidentals fins a Brasil)
- Tetragnatha tincochacae Chamberlin, 1916 (Perú)
- Tetragnatha tipula (Simon, 1894) (Àfrica Occidental)
- Tetragnatha tonkina Simon, 1909 (Vietnam)
- Tetragnatha torrensis Schmidt & Piepho, 1994 (Illes Cap Verd)
- Tetragnatha trichodes Thorell, 1878 (Indonesia)
  - Tetragnatha trichodes mendax Franganillo, 1909 (Portugal)
- Tetragnatha tristani Banks, 1909 (Costa Rica)
- Tetragnatha trituberculata Gillespie, 1992 (Hawaii)
- Tetragnatha tropica O. P.-Cambridge, 1889 (Mèxic fins a Panamà)
- Tetragnatha tuamoaa Gillespie, 2003 (Society)
- Tetragnatha tullgreni Lessert, 1915 (Àfrica Central i Oriental)
- Tetragnatha uluhe Gillespie, 2003 (Hawaii)
- Tetragnatha uncifera Simon, 1900 (Hawaii)
- Tetragnatha unicornis Tullgren, 1910 (Est, Sud-àfrica)
- Tetragnatha valida Keyserling, 1887 (Queensland, Nova Gal·les del Sud, Tasmània)
- Tetragnatha vermiformis Emerton, 1884 (Canadà fins a Panamà, Àfrica Meridional fins al Japó, Filipines)
- Tetragnatha versicolor Walckenaer, 1842 (North, Amèrica Central, Cuba)
- Tetragnatha virescens Okuma, 1979 (Bangladesh, Sri Lanka fins a Indonesia, Filipines)
- Tetragnatha viridis Walckenaer, 1842 (EUA, Canadà)
- Tetragnatha viridorufa Gravely, 1921 (Índia)
- Tetragnatha visenda Chickering, 1957 (Jamaica)
- Tetragnatha waikamoi Gillespie, 1992 (Hawaii)
- Tetragnatha yalom Chrysanthus, 1975 (Nova Guinea, Illes Bismarck, Queensland)
- Tetragnatha yesoensis Saito, 1934 (Rússia, Xina, Corea, Japó)
- Tetragnatha yongquiang Zhu, Song & Zhang, 2003 (Xina)
- Tetragnatha zangherii (Caporiacco, 1926) (Itàlia)
- Tetragnatha zhangfu Zhu, Song & Zhang, 2003 (Xina)
- Tetragnatha zhaoi Zhu, Song & Zhang, 2003 (Xina)
- Tetragnatha zhaoya Zhu, Song & Zhang, 2003 (Xina)

### Timonoe
Timonoe Thorell, 1898
- Timonoe argenteozonata Thorell, 1898 (Myanmar)

### Tylorida
Tylorida Simon, 1894
- Tylorida culta (O. P.-Cambridge, 1869) (Índia, Sri Lanka)
- Tylorida cylindrata (Wang, 1991) (Xina)
- Tylorida mengla Zhu, Song & Zhang, 2003 (Xina)
- Tylorida mornensis (Benoit, 1978) (Seychelles)
- Tylorida seriata Thorell, 1899 (Àfrica Occidental, Camerun)
- Tylorida stellimicans (Simon, 1885) (Malàisia)
- Tylorida striata (Thorell, 1877) (Xina fins a Austràlia)
- Tylorida tianlin Zhu, Song & Zhang, 2003 (Xina)
- Tylorida ventralis (Thorell, 1877) (Índia fins a Taiwan, Japó, Nova Guinea)

## W

### Wolongia
Wolongia Zhu, Kim & Song, 1997
- Wolongia guoi Zhu, Kim & Song, 1997 (Xina)
- Wolongia wangi Zhu, Kim & Song, 1997 (Xina)

## Z

### Zygiometella
Zygiometella Wunderlich, 1995
- Zygiometella perlongipes (O. P.-Cambridge, 1872) (Israel)